# 키스 후프나겔
키스 후프나겔 (Keith Hufnagel) (1974년 1월 21일 출생, 2020년 9월 24일 사망)은 미국의 스케이트보드 전문가, 기업가, 패션 디자이너로 스트리트웨어 브랜드 HUF의 설립자이다.